# Jan Provoost
Jan Provoost, o Provost (Mons, 1465 – Bruges, 1529), è stato un pittore fiammingo fra i principali esponenti della prima pittura fiamminga.

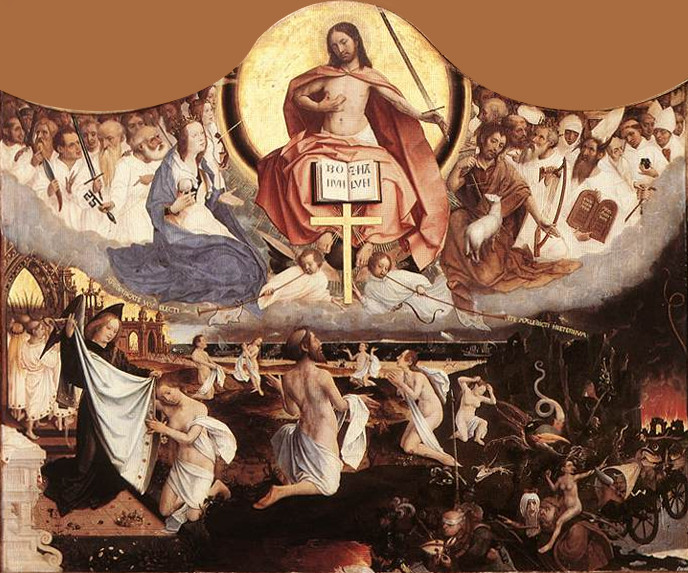
Il giudizio finale

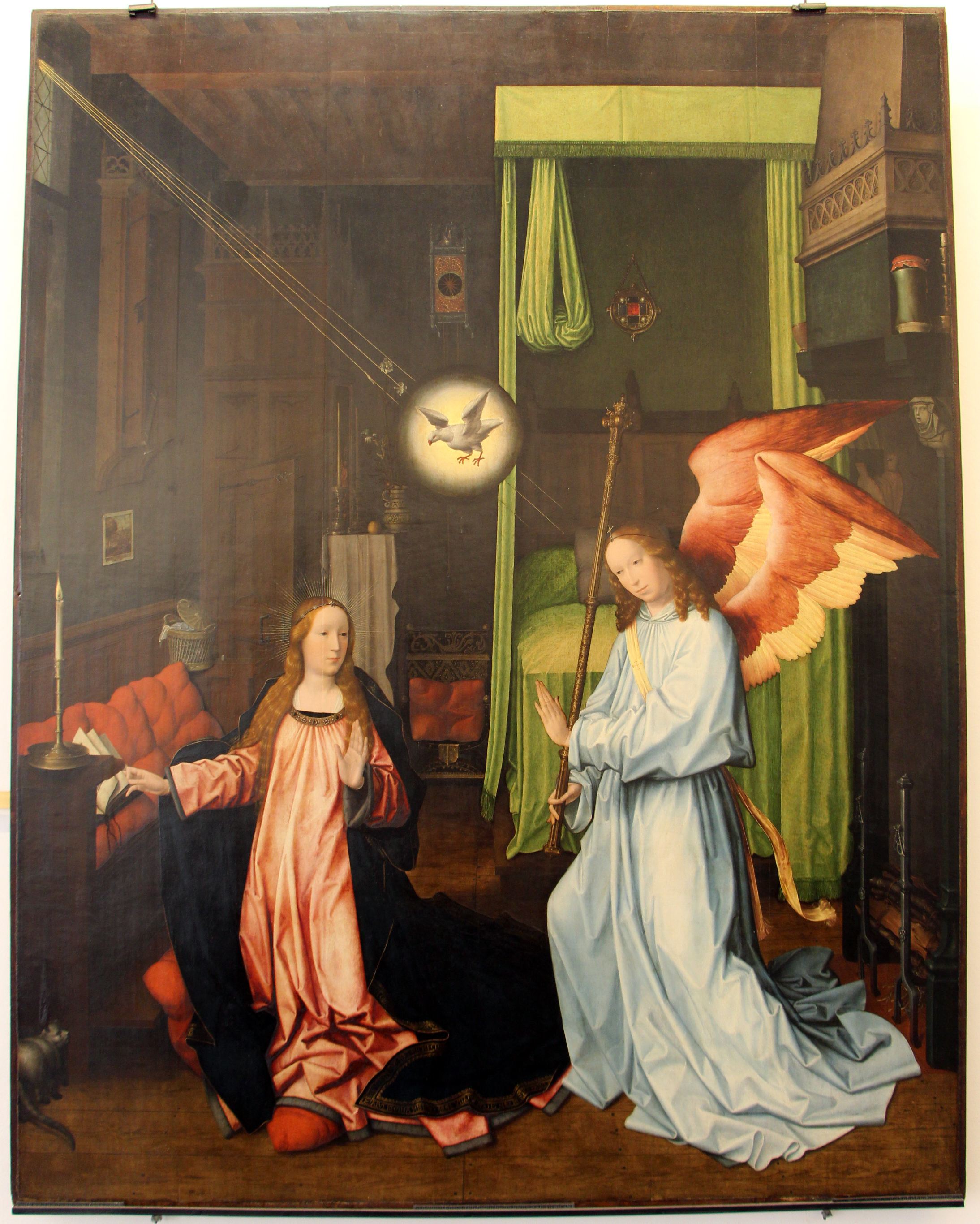
Annunciazione

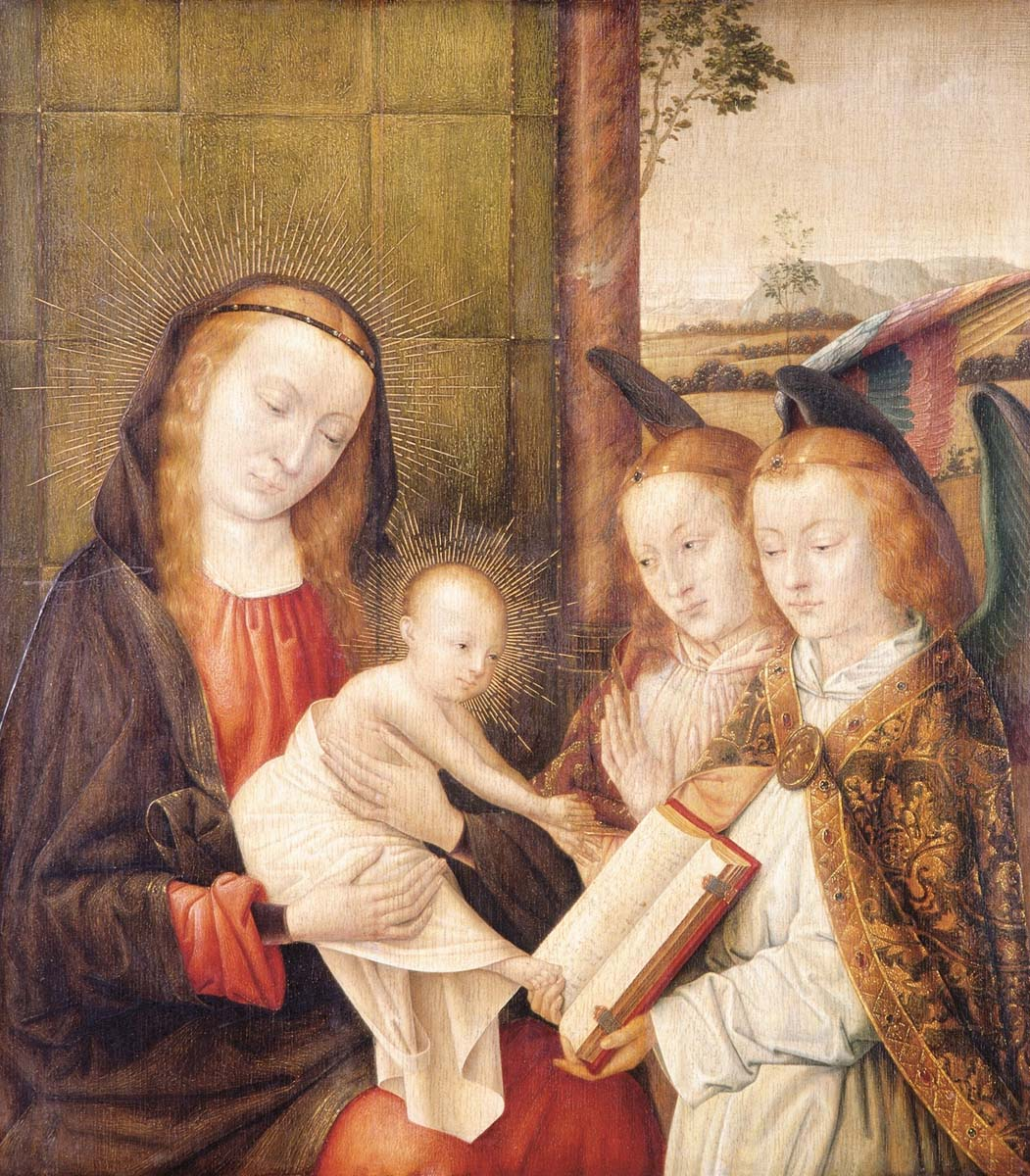
Madonna, con figlio e due angeli

Fu anche cartografo, ingegnere e architetto.
Conobbe Albrecht Dürer ad Anversa nel 1520, e un ritratto disegnato di Dürer in mostra alla National Gallery di Londra è sospettato essere di Provoost.
Le influenze di Gerard David e Hans Memling possono essere osservate nella produzione religiosa di Provoost.
In Italia è possibile vedere qualche suo capolavoro 
- Madonna in trono e il Bicchiere di fiori al Collegio Alberoni, in località San Lazzaro di Piacenza;
- La Madonna della Chiesa nella Pinacoteca del Museo civico Ala Ponzone di Cremona;
- Annunciazione nella galleria di Palazzo Bianco a Genova;
- Deposizione nella Galleria Regionale di Palazzo Abatellis a Palermo.

## Alcuni lavori
- Crocefissione, c. 1495, Metropolitan Museum of Art, New York
- Crocefissione, c. 1500, Groeninge Museum, Bruges
- Tríptico della Madonna de Misericórdia, c. 1512-1515, Museu Nacional de Arte Antiga, Lisbona
- Trittico della Madonna con Gesù bambino, S. Giovanni Evangelista e Maria Maddalena, c. 1520-1525, Mauritshuis, Den Haag
- Annunciazione, c. 1515-1520, Palazzo Bianco, Genova
- La vergine in gloria, c. 1524, Ermitage, San Pietroburgo
- Deposizione, c. prima metà XVI secolo, Palazzo Abatellis, Palermo
- Il giudizio finale, Detroit Institute of Arts, Detroit
- Madonna con figlio, attribuita, National Gallery, Londra
- Madonna, con figlio e due angeli, attribuita, Casa Museo Eva Klabin, Rio de Janeiro